# Ada Ciganlija
Ada Ciganlija izduženi je riječni otok na Savi u Beogradu koji je nasipavanjem pretvoren u poluotok. Ime je i za gradski park i susjedno Savsko jezero, koje je nastalo pregrađivanjem Save i plaže na jezeru. Nalazi se u općini Čukarica, a njom upravlja JP „Ada Ciganlija”.
Površina poluotoka je 8 km², a osim Savskog jezera, na njemu se nalazi i prirodno jezero Ada Safari.
U prošlosti je Ada Ciganlija bila daleka periferija Beograda, a na značaju je dobivala samo u vrijeme ratova, tijekom kojih su se na njenom prostoru odvile mnoge bitke. Tijekom opsade Beograda 1789. godine, na ovom se prostoru nalazio najveći logor austrijske vojske. Adu Ciganliju je 1821. knez Miloš Obrenović proglasio državnim dobrom, a od 1920. do 1956. godine na njoj se nalazio zatvor, poznat po izvršenju smrtnih kazni.
Ugostiteljsku ponudu poluotoka čini više od 70 restorana i kafića i desetine splavova, a neki od njegovih simbola su sudački toranj, vodeni gejzir, kamene skulpture i Most na Adi.
Ada Ciganlija je staništem velikog broja ptica, 450 vrsta biljaka, 94 vrste kukaca i 250 vrsta gljiva, čiji je ekosustav na poluotoku zaštićeno zakonom.
Svoj današnji oblik, Ada Ciganlija dobila je 25.svibnja 1959. godine, zbog čega se ovaj dan slavi kao „Dan Ade Ciganlije”. Do tada je njena sjeverna strana, danas poznata kao „novobeogradska strana” bila livada.
Savsko jezero svojim položajem, kvalitetom vode, opremljenošću objekata i dužinom staza vrlo je pogodno za razne sportske aktivnosti na mirnim vodama, poput plivanja, veslanja, kajaka, vaterpola, skokova u vodu, jedrenja na dasci i drugih sportova, te je ovdje održano više svjetskih i domaćih prvenstava.
Danas je Ada Ciganlija najveći sportski, rekreativni, kulturni i zabavni centar u Beogradu, koji u svojoj ponudi sadrži preko 50 otvorenih sportskih igrališta i izuzetno je popularno višefunkcionalno rekreacijsko područje Beograda, poznato po svojim plažama i sportskim objektima. Godišnje se na Adi Ciganliji održi preko 300 manifestacija, a prosječno tijekom godine posjeti ju oko četiri milijuna posjetitelja. Zbog svoje se popularnosti Ada Ciganlija često u žargonu naziva beogradskim morem, što je službeno prihvaćeno kao reklamni slogan 2008. godine i stilizirano kao More BeogrADA.
Adom Ciganlijom danas upravlja općinska uprava preko Javnog poduzeća „Ada Ciganlija”, koji održava terene rekreativnih površina, plažu i jezero Sava, a odgovorna je i za čistoću i javnu sigurnost.
U prosincu 2023. godine, Ada Ciganlija je proglašena „predjelom izuzetnih odlika Srbije”.

## Geografija

### Geografski položaj i lokacija
Na južnoj obali rijeke Save u neposrednoj blizini ušća Save u Dunav na udaljenosti od 4 km od centra Beograda, nalazi se nekadašnji otok, danas poluotok Ada Ciganlija. Obrasla listopadnom šumom, Ada je najveće i najposjećenije izletište, kupalište i odmaralište stanovnika Beograda. Nalazi se u općini Čukarica, sa sjeverne strane preko Save graniči s Novim Beogradom i umjetnim poluotokom Mala Ciganlija, a između novobeogradskih blokova i Ade Ciganlije nalazi se otok Ada Međica. S južne strane poluostrva smješteno je Banovo brdo i Čukarička padina, s istočne naselje Senjak, a sa zapadne strane šuma i naselje Makiš.
Donji i gornji nasip na rukavcu rijeke Save izgrađeni su 1967. godine, pa je tako formirano jezero dugačko 4,2km,  prosječne širine 200 m i dubine 4 do 6 m. Savsko jezero, nekada dio rijeke Save, pretvoreno je u jezero izgradnjom dviju brana, a preostali dio na sjeveroistoku pretvoren je u Čukarički zaljev. U ljetnim mjesecima broj dnevnih posjetitelja penje se na 300 000 koji dolaze zbog kupanja i rekreativnih sportskih aktivnosti. Ukupna površina Ade Ciganlije i akvatorija iznosi 800 hektara, a sama ada dugačka je 6,3 km i široka oko 700 m.
Morfološki oblici, nastali od aluvijalnih nanosa Save, formiraju depresije i nabore izduženog oblika, dubine najviše do 1,5 m. U depresijama je voda duže stagnirala nego u drugim dijelovima otoka. Na analiziranom prostoru, prirodno stanje režima poplavnih i podzemnih voda jasno je ukazivalo da je minimalna visinska razlika značila vrlo velike razlike u dužini stagniranja vode: od 20 dana (izohipsa 73,5 m nadmorske visine) do 170 dana (izohipsa 70,5 m n.v), te je tako omogućila ekološki uvjetovani čitav niz tipova zemljišta i biljnih zajednica. Reljef Ade Ciganlije oblikovan je djelovanjem tekuće vode (radom riječne erozije), akumulacije i odnošenjem zemljišta. Prvobitno je bio obrastao hidrofilnom vegetacijom, no kasnije se u uvjetima manje vlažnog staništa odnosno hidrotehničke sanacije otoka izvorna vegetacija povukla i danas je prisutna na manjoj površini.
Antropogeni utjecaj na Adi Ciganliji izmijenio je prirodni režim poplavne i podzemne vode i njihov dominantan utjecaj na druge karakteristike staništa. Izgradnjom protupoplavnog nasipa, podizanjem gornje i donje pregrade na jednom kraku rijeke Save (formiranjem Savskog jezera) i drugim zemljanim radovima spriječeno je prirodno plavljenje otoka.

### Klima
Prosječna godišnja temperatura zraka na poluotoku je 12,5 °C, a prosjek u vegetacijskom razdoblju je 19,2 °C. Tijekom najtoplijeg mjeseca srpnja prosječna temperatura iznosi 23 °C, a u siječnju, koji je najhladniji mjesec, iznosi 1,4 °C. Prosječna količina padalina iznosi 690,9 mm, a tijekom vegetacijskog razdoblja 391,9 mm.
Kombinacijom nekoliko čimbenika na Adi Ciganliji se razvila posebna mikroklima. Zbog njezinog položaja između rijeke, umjetnog jezera, nekoliko otoka i šumovitog područja, vlažnost zraka povećava se u odnosu s ostatkom grada, što pridonosi smanjenju visokih temperatura grada Beograda tijekom sezone.

### Savsko jezero
Savsko jezero je blago povijenog lučnog oblika, površine oko 0,9 km2, prosječne dubine oko 3 m, a obujam mikroakumulacije iznosi 4 000 000 m³. Prosječna širina jezera je oko 250 m, dok je dužina jezera 4,4 km. Jezero je fizički podijeljeno na dva dijela, u južnom dijelu se nalazi taložnik (preko kojeg se jezero snabdjeva vodom) površine 181 000 m²,a na sportsko-rekreativni dio jezera otpada 785 000 m². Dno Savskog jezera je veoma raznoliko. Priobalni dijelovi jezera su šljunkoviti dok je u ostalom dijelu ono muljevito-pjeskovito i muljevito-glinastog karaktera. Prema konzistenciji, dno jezera razlikuje se od rastresitog do čvrstog.
Temperatura vode je uglavnom ujednačena, maksimalna razlika temperature na površini jezera i pri dnu iznosi oko 1,4 °C. Tijekom ljetnih mjeseci temperatura vode doseže 27 °C, što je čini veoma pogodnom za kupanje. Tijekom zime, jezero je često zaleđeno, a led može doseći debljinu i do 30 cm. Prozirnost vode kreće se od 0,8 m tijekom sezone kupanja, do 4,7 m tijekom proljetnih mjeseci. Voda jezera je bazična (pH 8,2 – 8,72)
Savsko jezero poznato i kao Ada, nastalo je iz desnog rukavca Save izgradnjom dvije brane u blizini sjevernog i južnog kraka otoka 1967. godine. Dugačko je 4,2 km, prosječne širine 200 m i dubine od 4 do 6 m. Obuhvaća površinu od 0,86 km² i nalazi se na nadmorskoj visini od 78 m, jednoj od najnižih na području Beograda. Područje 7 km obale s obje strane poluotoka pretvoreno je u šljunkovitu plažu. Voda redovno dostiže 24 °C tijekom ljeta.
Sinonimi za Savsko jezero u promotivnim kampanjama jesu „Beogradsko more“, „More Beograda“ i „Jezero Ada Ciganlija“.
Obje brane omogućavaju protok vode kroz cijevi i pumpe. Na taj način, glavno tijelo jezera povezano je s manjim vodenim tijelom na jugozapadu, koje je od rijeke odvojeno trećom branom. Ovo maleno „tampon” jezero koje se naziva depozitar koristi se kao pročistač za vode Savskog jezera i gradskih vodovoda, koji također koriste ovu vodu. Filtrirana voda se neprestance upumpava u jezero dok se istovremeno na sjeverozapadu voda crpi putem električnih pumpi preko druge brane u Čukarički zaljev. Na ovaj se način stvara umjetni protok vode kroz jezero. Iz razloga što se voda koristi i za piće i kao sanitarna voda, jezero je pod strogom zaštitom. Na dnu jezera nalazi ee vegetacija koji čisti vodu vezivanjem fosfora, dušika i prljavštine. Korištenje motornih čamaca strogo je zabranjeno na jezeru.
Na Savskom jezeru nalazi se zabavni grad na vodi, kod betonskih tribina u blizini "Okruglog kupatila", a otvoren je tijekom sezone kupanja. Godine 2018. na Adi Ciganliji je postavljen još jedan zabavni park.
Najčešće ribe u jezeru su šaran i amur, ali se može naći i veliki autohtoni som, težak preko 100 kg. U ožujku 2019. godine u jezeru je uhvaćen som dugačak 2 m. Somovi ove veličine su rijetkost i kako je propisano zakonom, nakon ulova vraćaju se u jezero. Ronioci su u više slučaja prijavili pojavu somova ove veličine, no oni leže na dnu jezera ne plivajući na površinu.
U jezeru je popisano 25 vrsta riba, poput šarana, štuke, smuđa, deverike, bucova, grgeča, terpana, babuške i sunčanice. Jezero takođet nastanjuju riječni rakovi i krabe, koje su u jezero vjerojatno pustili vlasnici koji su ih držali u akvarijima.
Jezero nastanjuju i slatkovodne meduze. Prvi primjerci u jezeru otkriveni su 1994. godine, a osim u Savskom jezeru, u Beogradu se mogu naći i u Dunavu.
U makrofitskoj vegetaciji Savskog jezera dominantnu ulogu imaju vaskularne biljke, a sporadično se mogu pojaviti makroskopske končaste alge Charophyta. Flora Savskog jezera ima značajnu ulogu u pročišćavanju vode.
Plaža oko Savskog jezera je u cjelosti uređena i opremljena infrastrukturnim objektima, te je jedna od najvećih i najljepših plaža na umjetnm jezerima u Europi. Voda Savskog jezera je toplija i čišća od okolne riječne vode, a jezero je prilagođeno sportsko-rekreativnim aktivnostima. Savsko jezero svojim položajem, kvalitetom vode, opremljenošću objekata i dužinom staza je veoma pogodno za takmičenja na mirnim vodama.
 Na samom kraju Savskog jezera, gledajući iz centra Beograda, nalazi se nudistička plaža. Ada Ciganlija je višestruki dobitnik „Plave zastave”, najvišeg međunarodnog priznanja za kvalitetu vode i sigurnost na kupalištu. Godine 2012. po mrežnoj stranici „Lonely Planet”, Ada Ciganlija je označena kao prvo mjesto koje turisti moraju posjetiti u Beogradu, a zauzela je 218. mesto od 51 674 europskih destinacija koje su bile u ponudi ovog portala. Putnička agencija „Virtualtourist” je godine 2011. proglasila Adu Ciganliju trećim najljepšim gradskim otokom na svijetu.

### Čukarički zaljev
Kada je Ada povezana s kopnom preko nasipa 1967. godine, sjeverni je dio rukavca rijeke Save koji je odvajao otok (Čukarički rukavac) postao Čukarički zaljev. Zaljev je izdužen u pravcu jugozapad-sjeveroistok, a omeđen je sjevernim krajem Ade Ciganlije, nasipom i desnom obalom Save (naselja Careva Ćuprija i južni dio Bara Venecija). To je mjesto gdje se Topčiderska rijeka ulijeva u Savu. U blizini točke povezivanja s glavnim tokom Save danas se nalazi Most na Adi.
Zaljev se koristi za sportske i rekreativne aktivnosti, na njemu treniraju kajakaši, a u blizini nalazi je i marina za male brodove, dok su obale okružene biciklističkim stazama. Zaljev je dug 1,3 km, a širok 120 do 160 m. Površina samog zaljeva je 16 ha, ali lokalitet zaljeva koji gradska uprava obuhvaća uključuje i dodatnih 5,8 ha akvatorija i 20,8 ha okolnog zemljišta.
Od ranih osamdesetih godina 20. stoljeća postoji stalni ekološki problem masovnog zagađenja zaljeva kao posljedice zagađene vode Topčiderske rijeke. Smeće i zagađeni mulj ispunjava zaljev i taloži se u plićacima. Za vrijeme oseke zaljev je neupotrebljiv za brodove u marini koji se nalaze u njegovoj sredini, kao i za kajakaše Partizana i Crvene zvezde koji zaljev koriste za vježbanje. Mulj je debeo do 5 m i otrovan je pa je u tom razdoblju zabranjeno i plivanje.
Procijenjena količina zagađenog mulja u zaljevu u 2011. godini iznosila je 120 000 m³. Mulj se ne može jednostavno iskopati i baciti nizvodno u Savu zbog toksičnosti. Plan za izgradnju postrojenja koji bi detoksicirao mulj i proizveo iz njega gnojivo bio je otpisan zbog visokih troškova. Za sada mulj se iskopava i uklanja se raslinje dovoljno da zaljev bude plovan za male brodove u marini.

### Ada Safari
Ada Safari je prirodno jezero Ade Ciganlije u blizini južnog ruba između rijeke Save i Čukaričkog rukavca. Jezero je u obliku slova S, površine oko 6 hektara i prosječne dubine oko 2 metra. Prvenstveno je namijenjeno za sportski ribolov, ali je otvoreno i za ostale posjetitelje. Okruženo je gustom stoljetnom šumom.
Prije nastanka Savskog jezera, na kome se danas nalazi Ada Safari nalazila se prirodna depresija, odnosno močvara, koja se punila tijekom velikih vodostaja Save. Stanovnici Čukarice su je tada zvali Savska bara. Krajem sedamdesetih i početkom osamdesetih godina 20. stoljeća močvara je potpuno isušena, a na njenom mjestu sagrađen je zabavni park, koji se ubrzo pokazao kao nerentabilan, pa je zatvoren. Potom se zemljište ponovo preobratilo u močvaru zaraslu trskom, rogozom, no ubrzo se na njemu počeo gomilati otpad, a u blizini je izraslo i polulegalno naselje.
Početkom devedesetih godina 20. stoljeća, privatnim je sredstvima započelo novo čišćenje Savske bare, da bi se 1994. godine detaljno očistilo i postalo jezero Ada Safari.
Ada Safari je okružena gustom šumom. Oko najvećeg dijela jezera postoji staza za šetnju, koja se može koristi cijele godine. Tu se nalazi i mini zoološki vrt sa zečevima, kozama, fazanima, patkama, labudovima, paunovima, biserkama, golubovima, zbog čega cijeli kompleks podsjeća na svojevrstan rezervat prirode. U neposrednoj blizini smješteno je dječje kazalište–igralište „Robinzonovo ostrvo”, koje je posebno aktivno tijekom ljetnih mjeseci.
U blizini jezera, na površini od 10 ari, otvoren je vrt za hortikulturnu terapiju namijenjen djeci s posebnim potrebama i osobama s invaliditetom. Vrt je opremljen je klupama, i amfiteatrom. Terapijski vrt su osmislili studenti sa Šumarskog fakulteta u Beogradu, a svrha mu je poboljšanje psihofizičkog stanja osoba sa smetnjama, poticanje njihova integriranja i aktiviranja u društvo uz mogućnost provođenja vremena u prirodnom okruženju.
Na obali jezera je 2004. godine otvoren restoran, sa specifičnom vanjskom arhitekturom, interijerom, jelom, pićem i etno glazbom.
Osim domaćih pataka i gusaka, jezero je stalno ili povremeno stanište različitim vrstama divljih ptica, od kojih je najvažnija divlja patka, a redovno se viđaju i siva čaplja, mali vranac i vodomar. Na drveću i u grmlju oko jezera svoj dom nalaze siva vrana, zelena žuna, veliki djetao, golub grivnaš, velika sjenica, plavetna sjenica, brgljez, mali slavuj, crnokapa grmuša, svraka, šojka, vuga, zeba i druge ptice.
Tijwkom seoba zabilježeni su šumski zviždak, obični zviždak, siva muharica i šarena muharica i mnoge druge ptice. U proljeće se zadržavaju samo nekoliko dana u putu na sjever, ali u kolovozu i rujnu okupljaju se u velikim jatima na drveću oko vode.
Jezero Ada Safari nadlijeću ptice koje prelijeću s jednog na drugi kraj Ade Ciganlije, poput riječnog galeba, škanjca mišara, vjetruše, sokola lastavičara, lastavice i druge. Ponekad se može vidjeti i orao belorepan, ali na velikoj visini.
Jezero je poribljeno kapitalnim i rijetkim primjercima ribe strogo kontrolirane kvalitete. Podijeljeno je žičanom mrežom na dva dijela, od kojih jedan dio površine od oko 3,2 hektara ima uređenu obalu i 30 numeriranih mesta za ribiče. Jezero je prepuno ribe, a ima dosta kapitalnih primjeraka.
Ada Safari je uglavnom bogata šaranom, američkim somićem, a se mogu naći i amur, linjak i babuška. Pecanje je moguće s jednodnevnom ili višednevnom dozvolom za pecanje uz obaveznu rezervaciju. Ribolov na ovom jezeru se odvija po strogim pravilima da bi se sačuvao riblji fond. Svaka se riba vraća u vodu, dok se primjerci do 5 kilograma mogu otkupiti. Ovo je prvo jezero u Srbiji na kome je uvedeno ribolovno pravilo „uhvati i pusti“. Često se na jezeru Ada Safari održavaju prvenstva u ribolovu. U blizini jezera nalazi se etno restoran, drveni kipovi iz 18. stoljeća i umjetničke postave.
Na Adi Safari je 2007. godine osnovan klub ribolovaca, koji svake godine ima sve veći broj članova. Njihov je cilj omasovljavanje šaranskog ribolova u Srbiji, pružanja informacija svim ribolovcima, organiziranje raznih takmičenja, a radili su i na poribljavanju Savskog jezera.

## Turizam i znamenitosti
Tjekom ljeta poluotok dnevno posjeti preko 100 000 ljudi radnim danom i do 300 000 posetitelja vikendom. Ada Ciganlija je kulturno-zabavno središte Beograda, posebice u ljetom razdoblju. Tu se organiziraju brojne manifestacije u kojima sudjeluju najpoznatiji književnici, dramski i estradni umjetnici, kulturno-umjetnička društva, zborovi, orkestri i amateri iz raznih područja umjetnosti i sporta. Ugostiteljsku ponudu Ade čini više desetina restorana u rustikalnom-stilu, splav-restorani i kućice na vodi, koje svojim sadržajem čuvaju i njeguju boemsku tradiciju Beograda.
Posjetiteljima Ade Ciganlije na raspolaganju su i trgovine, prostori za piknik, kuglana, minigolf, kočije s konjima, turistički vlak, pedaline i sandoline i eko-brod na električni pogon.
Na početku staze za šetače nalazi se jedno od obilježja poluotoka: sudački toranj. Ispod tornja smještene su ograđene tribine s smještajnim kapacitetom od 2000 gledatelja, a koriste se tijekom održavanja takmičenja i drugih prigoda. Uz tribine smješten je pontonski bazen, izgrađen 2009. godine. Dimenzije pontonskog bazena su 25x50 m, a tijekom sezone na njemu se održavaju škole plivanja i vaterpola, treninzi, vaterpolo utakmice i spasilačka obuka. Paneuropski spektakl Igre bez granica održao su se u nekoliko navrata na ovom bazenu i obuhvaćao je takmičenje u više disciplina. Na koncu sezone kupanja, bazen se premiješta na desnu obalu kako bi se nesmetano odvijala ostala takmičenja na Savskom jezeru. osim sportskih, na prostoru bazena održalo se i nekoliko glazbenih priredbi. Zbog velikog broja splavova, restorana i čestih manifestacija, Adu Ciganliju posjećuje velik broj ljudi i noću, kao i izvan sezone kupanja.
Početkom sedamdesetih godina 20. stoljeća sve je više počeo rasti broj splavova na Adi Ciganliji, a danas ih postoji više od 70.
Jedno od najistaknutijih znamenitosti otoka je vodeni gejzir na Savskom jezeru, koji izbacuje vodu na visinu od 60 m, a izgrađen je 1996. godine. Gejzir radi tijekom cijele godine osim u slučaju mraza ili posebno jakog vjetra. Od 6. septembra 2010. postavljena je rasvjeta u četiri boje, tako da stupac vode mijenja boju ovisno s koje strane puše vjetar. Žuta i crvena boja na gejziru predstavljaju jugoistok i jugozapad, a plava i zelena sjeveroistok i sjeverozapad.
Od 4. listopada 2011. u neposrednoj blizini kružnog toka na Adi Ciganliji izgrađen je Park znanosti u kome se nalaze znanstveno-popularni eksponati. Cilj izgradnje parka je da se posjetiteljima kroz zabavu i igru približe znanstveni pojmovi i činjenice. Eksponati prikazuju fenomene iz područja fizike, astronomije, matematike, geografije i psihologije opažanja. U blizini Parka znanosti i Eko parka nalazi se „Ranč Ada”.
U blizini teniske dvorane i središnjih sportskih igrališta nalazi se piknik prostor opremljen s dvadeset zidanih roštilja, fontanom, drvenim stolovima i klupama. Poluotok ima veliki broj dječjih igrališta, uključujući „Eko park“ površine 300 m², izgrađen 2014. godine u saradnji JP „Ada Ciganlija“ i kompanijom „Neoplanta“. Godine 2018. izgrađeno je moderno dječje igralište u blizini piknik prostora.
Adu Ciganliju opslužuju stručne spasilačke službe, liječničke ambulantne, policija i radnici komunalnih službi.
U sklopu zabavnih sadržaja u zoni Okruglog kupatila nalazi se bungee jumping s visinom krana od 55 m. Ada Ciganlija ima i Avantura park, koji je jedinstven u Srbiji i u njemu se odvijaju takmičenja u savladavanju prepreka na drveću, sačinjenih od različitih platformi, visećih mostova, i sl. Na Adi Ciganliji postoji i „Skitrack“ centar, koju čini pokretna skijaška staza koja uz pomoć hidraulične platforme promjenjivog nagiba i podešavanja brzine rada, simulira različite uvjete na terenu, od bebi ski-staza (blagih i sporih) do crnih ski-staza (strmih i brzih).
Na oko 400 m od glavnog ulaza na Adu Ciganliju k Savskoj terasi nalaze se otvoreni šumski tereni za paintball, a na njihovoj sredini su bunkeri izgrađeni od vreća. Postoje dva terena, a veći je dimenzija 40×60 m. Jedna od glavnih turističkih atrakcija Ade Ciganlije je žičara na vodi. Na Adi Ciganliji nalazi se i aqua-ski kompleks od oko 50 .000 m². Kompleks je otvoren cijele godine, a sezona skijanja traje od sredine travnja do sredine listopada.
Na lijevoj obali Savskog jezera, kod Okruglog kupatila nalazi se umjetna stijena visine 15 m, s kapacitetom od 15 staza, izgrađena 1997. godine. Tijekom ljetne sezone kupanja Adom Ciganlijom vozi turistički vlak, koji se kreće oko Savskog jezera i ima 18 stajališta.
Godine 2012. na Adi Ciganliji otvorena je „staza umjetnika“, na kojoj je ispisan citat Mome Kapora iz romana „Ada”, objavljenog 1977. godine. Tvrtka "Skajlajn Beograd" izgradila je u srpnju 2019. odmorište za bicikle.
Dana 22. svibnja 2021. na Adi Ciganliji je otkrivena bista Hugu Isaku Buliju, trgovcu i utemeljitelju nogometa u Srbiji.

## Naselja
Na sjevernom djelu poluotoka nalazi se naselje Partizan, imenovano tako zbog sjedišta obližnjeg veslačkog kluba Partizan. Tijekom poplava 2006. godine, gradske su vlasti mještane nagovarale na selidbu, jer je rijeka Sava dostigla rekordnu visinu od 723 cm. Zid brane na rubu kolapsa žurno je ojačan i uzdignut u pokušaju da se spriječi katastrofa, ali čak i u tim uvjetima, stanovništvo se odbilo preseliti, tvrdeći da grad iskorištava situaciju da ih iseli. Godine 1959. predložena je izgradnja naselja, a prve su kuće izgrađene 1960. godine. Izgrađene su male vikendice površine 12 m².
Najveći dio prvobitne gradnje završen je u razdoblju od 1964. do 1966. godine. Budući da se obližnje jezero Ada Safari još nije isušilo i bilo je još močvarno, prvobitni doseljenici više platežne moći odlazili su, a radnici koji su migrirali iz unutrašnjosti Srbije naseljavali su se na tom području. Dodatni poticaj rasta naselja bio je priljev izbjeglica tijekom jugoslavenskih ratova počevši od 1991. godine.
Kako su njihove obitelji rasle, stanovnici su proširili kuće. Od 2016. godine naselje Partizan imalo je oko 1000 stanovnika u 260 kuća na površini od 14 ha. Tijekom sjednice Skupštine grada Beograda u lipnju 2016. godine, usvojen je Plan detaljne regulacije Ade Ciganlije, po kojem bi naselje Partizan trebalobiti srušeno, jer se stambeni objekti nalaze u zoni sanitarne zaštite.
Na sjevernom dijelu poluotoka u blizini naselja Partizan nalazi se i umjetnička kolonija slikara i kipara. Članovi kolonije bili su Zuko Džumhur, Pavle Vujisić, Moma Kapor i mnogi drugi umjetnici.

## Živi svijet
Ada Ciganlija je nesumnjivo jedan od središnjih ekoloških područja. Zahvaljujući blagotvornoj kombinaciji utjecaja vodenih i šumskih površina ima specifičnu mikroklimu, koja se odlikuje povećanom vlažnošću zraka i nešto nižim ljetnim dnevnim temperaturama u odnosu na ostale dijelove Beograda. Stanište šuma na Adi Ciganliji pripada ceno-ekološkoj grupi šuma bijele vrbe i topole (Salicion albae). Na Adi su i prisutne sljedeće šumske zajednice: zajednica crne johe, zajednica šaševa i bijele vrbe, zajednica poljskog jasena i drijemovca, zajednica lužnjaka i poljskog jasena, zajednica bademaste vrbe, zajednica bijele vrbe, zajednica topola i bijele vrbe, zajednica crne topole, zajednica bele i crne topole, zajednica poljskog jasena i veza, zajednica bijele topole, zajednica lužnjaka i topola, zajednica lužnjaka i bijele topole, zajednica lužnjaka i đurđevka i zajednica lužnjaka i graba. Prisutna je i livadska vegetacija. Šumoviti predjeli otoka do 2010. godine činili su 1,79 km².
Sredinom 20. stoljeća flora Ade Ciganlije bitno je obogaćena sadnjom američke topole i zelenog jasena. Netaknuti dijelovi prekriveni su gustom slobodnorastućom vegetacijom što otežava prolaz, ali i potiče istraživačku strast i avanturistički duh poluotoka. Ada Ciganlija obiluje životinjskim svijetom, pri čemu su najbrojnije zajednice ptica, posebice ugroženih malih vranaca, te divljih pataka i galebova, ali i fazana i prepelica. Ada Ciganlija je također jedno od rijetkih „gradskih“ mjesta gdje se još uvijek može vidjeti srnu ili zeca. Za ljubitelje ribolova, na poluotoku se nalazi Ada Safari.
U razdoblju od srpnja do prosinca 2013.posađene su 163 sadnice poljskog jasena, na površini od 0,40 ha u turističko-rekreativnom dijelu Ade Ciganlije.
Na Adi Ciganliji sreću se i ugrožene vrste ptica, među kojima je posebno značajan mali vranac koji zimske noći provodi po vrbicima na donjem vrhu Ade. S isušivanjem Pančevačkog rita ova je vrsta praktično izumrla u okolici Beograda, da bi se tek pola stoljeća kasnije vratila. U kategorizaciji vrsta europskih potreba zaštite (SPEC) svrstava se u prvu grupu globalno ugroženih vrsta s nepovoljnim statusom zaštite u Europi. U Srbiji je zaštićen kao prirodna rijetkost, a Uredba o prirodnim rijetkostima zabranjuje narušavanje njihovih staništa.
Ada Ciganlija ima jedinstven ekosustav, stvarajući oazu u urbanom području. Većina poluotoka je pošumljena. Prvobitnu, gustu listopadnu šumu čine uglavnom hrastovi, brijestovi, breze i vrbe. Većina šuma na otoku je zaštićena, uključujući čitav središnji, sjeverni i zapadni dio. Ovi dijelovi poluotoka su potpuno divlji s neobrađenom vegetacijom i tu je ljudska prisutnost veoma mala ili nikakva, što Adu Ciganliju čini jedinstvenom u usporedbi s drugim europskim gradskim otocima i poluotocima.
Dio središnjeg šumskog sustava Ade proglašen je zaštićenim staništem Gljive na Adi Ciganliji. Njezino područje rasta od 21,25 ha svrstano je u III. kategoriju kao zaštićeno stanište lokalnog značaja. Na Adi Ciganliji popisano je 250 vrsta gljiva, od kojih su mnoge na listama rijetkih u Srbiji i na Balkanskom poluotoku. Ada Ciganlija je jedino stanište gljive Myriostoma u Srbiji koja je strogo zaštićena, a prostor koji nastanjuje proglašen je spomenikom prirode. Osim gljive Myriostoma, status stroge zaštite na Adi Ciganliji imaju i gljive Geastrum melanocephalum i Rhodotus palmatus.
Neke od vrsta gljiva popisanih na Adi Ciganliji su: Agaricus arvensis, Agaricus bitorquis, Agrocybe dura, Boblitius vitellinus, Bovista plumbea, Calocera comea, Climacodon septentrionalis, Dacrymysec stillatus, Entoloma ameides, Funalia trogii, Geastrum sessile, Helvella elastica bull., Inonotus hispidus, Kavinia himantia, Laccaria laccata i Lepista nuda.

Osim brojnih vodozemaca i kukaca, Adu Ciganliju nastanjuje i nekoliko vrsta sisavaca, koji su opstali usprkos pretvaranju otoka u poluootok u urbanom području. Na polutoku žive lisice, zečevi i srne. Na Adi Ciganliji je od 2006. godine u ekosustav uvedena nova populacija od 60 zečeva i 100 fazana. 
Stalno nastanjene ptice poluotoka jesu vivci, divlje patke, prepelice i fazani. Ptice koje nastanjuju Adu Ciganliju tijekom gniježđenja jesu velika sjenica, plavetna sjenica, dugorepa sjenica, brgljez, zelena žuna, veliki djetao, zlatna vuga, crnokapa grmuša, slavuj, zeba, siva vrana, svraka, vrabac golub grivnjaš, domaći golub, bela pliska i llastavica.
Prema bazi podataka o posmatranju ptica "eBird online", na području Ade Ciganlije do srpnja 2020. godine popisano je 77 vrsta ptica i 11 drugih taksona uključujući Savsko jezero i njegovu okolinu.
Ada Ciganlija je također zimovalište za neke ugrožene ptice selice, od kojih je najzastupljeniji mali vranac koji zime provodi u velikom broju u Beogradu. Mali vranci su naseljavali močvaru Pančevačkog rita, sjeverno od Beograda, početkom 20. stoljeća, ali nakon što je to područje isušeno i urbanizirano, nestali su. Nekoliko stotina ptica početkom devedesetih godina 20. stoljeća počelo je provoditi zimu na Malom ratnom otoku na Dunavu. Kada je njihov broj premašio 1000 jedinki, preselili su se na nove lokacije: prostor iza Beogradskog sajma uz rijeku Savu, na sjeverni dio Ade Ciganlije i na Adu Međicu. Njihov se broj svake godine povećavao, na 6750 tijekom 2007./08. godine, ali se od tada on smanjuje, a 2015. godine ih je bilo 3850 što je još uvijek 5,4% europske i 2% svjetske populacije malih vranaca. Postojala je zabrinutost da bi izgradnja Mosta na Adi poremetila stanište, ali ptice su ipak ostale na ovom području. Dvije godine od početka izgradnje mosta, Liga za ornitološku akciju Srbije, uz pomoć Agencije SAD za međunarodni razvoj, uspijela se izboriti za to da mali vranac i pored izgradnje mosta, ne napusti svoje stanište. Stanište malog vranca na poluotoku je zakonom zaštićeno 2008. godine.
Na poluotoku je popisano 450 vrsta biljaka, 94 vrste kukaca i 250 vrsta gljiva.
U prosincu 2023. godine Ada Ciganlija proglašena je odlukom Skupštinom grada Beograda predjelom izuzetnih odlika Srbije III. stupnja, na inicijativu Ministarstva zaštite životne sredine Republike Srbije. Prepoznata je kao zasebno mjesto značajno za Beograd i zajedno s jezerom, zelenim površinama, stazama i sportskim terenima omiljena je destinacija za rekreaciju i odmor građana.

### Most na Adi
Na samom vrhu Ade Ciganlije 2008. godine je započela gradnja cestovnog i željezničkog mosta, koji povezuje općine Novi Beograd i Čukarica. Most je predviđen kao dio beogradskog Unutarnjeg magistralnog poluprstena (UMP) koji bi povezivao Novi Beograd i Zvezdaru. Idejno rješenje mosta dala je slovenska firma „Ponting“, pobjedivši na natječaju održanom 2004. godine, u konkurenciji 11 poduzeća. Projektanti mosta su Viktor Markelj i arhitekt Peter Gabrijelčič. Pobjedničko idejno rešenje izglasao je jednoglasno stručni žiri kojim je predsjedavao Nikola Hajdin, predsjednik Srpske akademije znanosti i umjetnosti i projektant beogradskog Novog željezničkog mosta.
Most je dugačak 929 metara, ima šest cestovnih traka, dvije staze za pješake i dva kolosijeka namijenjena budućem metrou. Širina mosta je 45,04 metara. Pilon mosta visok je 200 metara i s njega se pružaju zatege koje drže dio gredne konstrukcije preko Save. Dužina glavnog raspona je 376 metara. Svečano je otvoren u novogodišnjoj noći između 31. decembra 2011. i 1. januara 2012. godine. Od 5. jula 2019. godine, preko Mosta na Adi uspostavljen je tramvajski promet.

## Galerija
- Pogled na plažu i Savsko jezero
- Plaža na poluotoku
- Ada Ciganlija noću
- Ada Safari
- Pogled na jezero i plažu